# بطولة الأمم الست 2012
بطولة الأمم الستة 2012 (بالإنجليزية: 2012 Six Nations Championship)‏ وفاز فيه منتخب ويلز الوطني لاتحاد الرغبي.
هي النسخة الـ 13 من البطولة في شكلها الحديث (والنسخة الـ 118 منذ تأسيس البطولة الأصلية)، وهي بطولة سنوية لمنتخبات الركبي في أوروبا. شاركت في البطولة المنتخبات التقليدية: إنجلترا، فرنسا، أيرلندا، إيطاليا، اسكتلندا، وويلز.
أقيمت البطولة بين 4 فبراير و17 مارس 2012. وكان أبرز حدث في البطولة هو فوز منتخب ويلز باللقب بعدما حقق الفوز بجميع مبارياته، ليحقق لجراند سلام يُحقق عندما يفوز فريق بجميع مبارياته في البطولة. كان هذا الفوز هو الثالث لمنتخب ويلز بالجراند سلام في آخر ثماني سنوات، بعد أن حقق نفس الإنجاز في عامي 2005 و2008.
تألق العديد من اللاعبين في منتخب ويلز خلال البطولة، أبرزهم القائد سام واربورتون واللاعب لي هافبينني، الذي تم اختياره كأفضل لاعب في البطولة بفضل أدائه المميز وإسهاماته الكبيرة في الفوز باللقب.
جاءت نتائج المنتخبات على النحو التالي:
- ويلز: المركز الأول بتحقيق الجراند سلام (5 انتصارات من 5 مباريات).
- إنجلترا: المركز الثاني (4 انتصارات وهزيمة واحدة).
- أيرلندا: المركز الثالث (3 انتصارات وهزيمتان).
- فرنسا: المركز الرابع (انتصاران، تعادل، وهزيمتان).
- إيطاليا: المركز الخامس (انتصار واحد و4 هزائم).
- اسكتلندا: المركز السادس (5 هزائم).

خسرت اسكتلندا جميع مبارياتها في البطولة، وبالتالي حصلت على "ملعقة الخشب" التي تُمنح للفريق الذي ينهي البطولة بدون أي انتصار.
شكلت بطولة الأمم الستة لعام 2012 لحظة مميزة في تاريخ الركبي الأوروبي، خاصة لويلز التي أكدت مرة أخرى هيمنتها على البطولة في ذلك العقد.